# Краушвиц (Саксония)
Краушвиц или Кру́швица (нем. Krauschwitz; в.-луж. Krušwica) — коммуна в Германии, в земле Саксония. Подчиняется административному округу Дрезден. Входит в состав района Гёрлиц. Население составляет 3660 человек (на 31 декабря 2010 года). Занимает площадь 106,62 км².
Коммуна подразделяется на 6 сельских округов:
- Вердек (Вертко)
- Загар (Загор)
- Клайн-Прибус (Пшибузк)
- Пехерн (Пехч)
- Подроше (Подрождж)
- Скерберсдорф (Скарбишецы)

Входит в состав культурно-территориальной автономии «Лужицкая поселенческая область», на территории которой действуют законодательные акты земель Саксонии и Бранденбурга, содействующие сохранению лужицких языков и культуры лужичан. Официальным языком в населённом пункте, помимо немецкого, является лужицкий.